# برایان باروز
برایان باروز (انگلیسی: Brian Burrows; ۱۷ فوریهٔ ۱۹۸۸) تیرانداز اهل ایالات متحده آمریکا بود.
وی در مسابقات کشوری و بین‌المللی در مجموع برندهٔ ۱ مدال برنز شده‌است.